# Орден Барса
О́рден Ба́рса (каз. Барыс ордені) — державна нагорода Республіки Казахстан. Заснований у 1999 році.
Нагородження орденом Барса здійснюється за особливі заслуги:
- у справі зміцнення державності і суверенітету Республіки Казахстан;
- у забезпеченні миру, консолідації суспільства та єдності народу Казахстану;
- у державній, виробничій, науковій, соціально-культурній і громадській діяльності;
- у зміцненні співпраці між народами, зближенні і взаємозбагаченні національних культур, дружніх відносин між державами.

## Ступені
Орден Барса має три ступені:
- Орден Барса I ступеня складається з зірки і знаку на плечовій стрічці.
- Орден Барса II ступеня складається з нагрудного знака на колодці.
- Орден Барса III ступеня складається зі знака на нашийній стрічці.

Найвищим ступенем ордена є I ступінь. Нагородження проводиться послідовно: III ступінь, II ступінь і I ступінь. У виняткових випадках за особливі відзнаки, за рішенням Президента Казахстану, нагородження може бути здійснене без урахування послідовності.

## Опис

### Стрічка
Орденська стрічка темно-синього кольору з трьома жовтими смужками по середині.
- для 1-го ступеня — плечова — 100 мм завширшки;
- для 2-го ступеня — на колодку — 32 мм завширшки;
- для 3-го ступеня — на шию — 20 мм завширшки.